# 荒岛酒池
《荒岛酒池》（英語：Whisky Galore!）是伊令制片厂1949年推出的英国喜劇電影，巴西尔·拉德福德、布鲁斯·西顿、琼·格林伍德和戈登·杰克逊主演，是亚历山大·麦肯德里克的导演处女作。电影根据康普顿·麦肯齐取材真实故事的同名小说改编，麦肯齐和安格斯·麦克费尔编剧，讲述满载五万箱威士忌的船在虚构苏格兰岛屿近海沉没，岛上正好因战时配合导致酒类短缺，居民不顾当地海关人员阻挠打捞威士忌。
电影在巴拉岛摄制，原计划十周拍完，但因天气恶劣拖延五周，还超支两万英镑。伊令制片厂业主迈克尔·鲍肯不满意电影初剪版本，手下导演查尔斯·克莱顿添加素材并重新剪辑后影片才上映。本片像其他伊令喜剧一样围绕小岛居民团体展开，最后战胜远为强大的对手。电影传达不言而喻的社会意识，反映大英帝国逐渐衰落。
《荒岛酒池》赢得普遍好评，同年伊令制片厂还推出《通往皮姆利科的护照》、《仁心与冠冕》等佳作，促使1949年在伊令喜剧史上留下光辉印记。电影在美国上映时更名《处境困难的小岛》（Tight Little Island），是伊令制片厂首部在美国取得票房佳绩的作品。影片上映后改编成舞台剧，续作《荒岛导弹》1957年上映。2016年，电影重拍片发行。

## 剧情
第二次世界大战爆发后，英国实施战时配给制度，外赫布里底群岛的托戴岛（Todday）起初基本不受影响，但1943年威士忌供应中断，岛民对此非常难过。奥德（Odd）中士曾协助托戴岛组建本土卫队，他请假离开部队追求岛上店主约瑟夫·马克龙（Joseph Macroon）的女儿佩吉（Peggy）。马克龙的另一个女儿卡特里奥娜（Catriona）刚与教师乔治·坎贝尔（George Campbell）订婚，坎贝尔为人和善，但母亲非常严厉和跋扈，拒绝同意儿子的婚事。
“内阁大臣号”（Cabinet Minister）货轮因夜间遭遇大雾在托戴岛附近搁浅后逐渐沉没，岛民比弗尔（Biffer）和萨米·麦克科德伦（Sammy MacCodrun）前去救援，从弃船逃生的船员口中得知船上载有五万箱威士忌。两人奔走相告，岛上沸反盈天。
当地本土卫队队长瓦吉特上尉是英格兰人，为人沉闷古板，命令奥德看守沉船货物。马克龙闲聊时向奥德透露，托戴岛长期以来的传统是男人结婚前必须先订婚，这种传统订婚仪式上必须要有威士忌。奥德马上听懂泰山大人的暗示，任由岛民在船完全沉没前卸下酒箱。坎贝尔因没有完全服从而被母亲关在房间，但在麦克科德伦鼓动下离家投身威士忌打捞。事实证明他的到来非常及时，比弗尔在沉船上遇困后幸得坎贝尔救援。坎贝尔本来滴酒不沾，但这次他喝下威士忌后却鼓起勇气面对母亲，宣布他一定要娶卡特里奥娜为妻。
瓦吉特要求没收打捞上来的货物，双方斗智斗勇。英国海关的法库哈尔森（Farquharson）先生和马克龙是死对头，瓦吉特请他来搜查威士忌。岛民提前得到警告后把酒瓶藏好，有些甚至藏在瓦吉特运离小岛的弹药箱里。上级军官发现弹药弹居然藏着威士忌，马上命令瓦吉特前去解释，岛民在瓦吉特离开后欢呼庆祝。

## 演员
| - 巴西尔·拉德福德（Basil Radford）饰保罗·瓦吉特（Paul Waggett）上尉 - 琼·格林伍德饰佩吉·马克龙 - 詹姆斯·罗伯逊·贾斯蒂（James Robertson Justice）饰麦克拉伦（Maclaren）医生 - 戈登·杰克逊（Gordon Jackson）饰乔治·坎贝尔 - 怀利·沃森（Wylie Watson）饰约瑟夫·马克龙 - 凯瑟琳·拉塞（Catherine Lacey）饰瓦吉特夫人 - 简·卡德尔（Jean Cadell）饰坎贝尔夫人 | - 布鲁斯·西顿（Bruce Seton）饰奥德中士 - 亨利·莫里森（Henry Mollison）饰法库哈尔森先生 - 莫兰·格雷厄姆（Morland Graham）饰比弗尔 - 约翰·格雷格森（John Gregson）饰萨米·麦克科德伦 - 加布里埃尔·布朗特（Gabrielle Blunt）饰卡特里奥娜·马克龙 - 邓肯·麦克雷（Duncan Macrae）饰安格斯·麦克科马克（Angus MacCormac） - 康普顿·麦肯齐（Compton Mackenzie）饰邦彻（Buncher）船长 |

## 制作

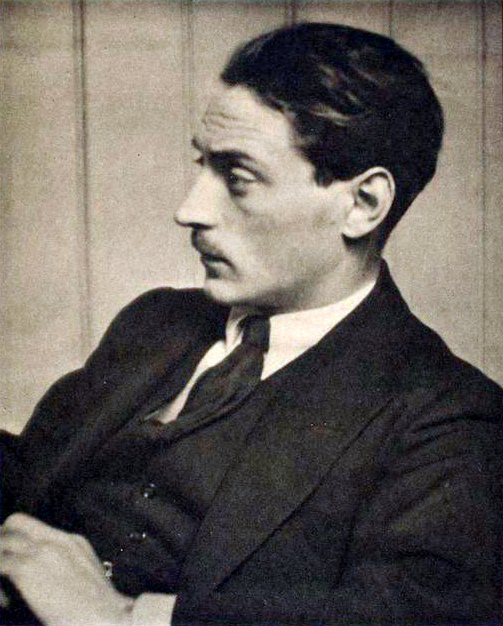
《荒岛酒池》的原著小说和电影剧本都是康普顿·麦肯齐（摄于1914年）编写

### 前期准备
伊令制片厂（Ealing Studios）业主迈克尔·鲍肯（Michael Balcon）担任本片监制，任命蒙哈·达尼切夫斯基（Monja Danischewsky）任助理制片人。达尼切夫斯基在制片厂广告部工作但颇感厌烦，打算跳槽到弗利特街，《荒岛酒池》是他首次参与电影制作。本片和《通往皮姆利科的护照》（Passport to Pimlico）、《仁心与冠冕》同期制作，制片厂的导演都忙于其他项目，达尼切夫斯基向鲍肯建议让公司艺术指导工作组的亚历山大·麦肯德里克试水。鲍肯不打算把制片或导演这么重要的位置交给新手，要求达尼切夫斯基另觅人选。罗纳德·尼姆（Ronald Neame）谢绝两人邀请后，麦肯德里克终于获得导演处女作的机会。制片厂的内景和外景地都被其他电影摄制组占用，鲍肯坚持《荒岛酒池》应该实地取景。
影片根据康普顿·麦肯齐的同名小说改编，麦肯齐和安格斯·麦克费尔（Angus MacPhail）编剧。制片厂向麦肯齐支付五百英镑购买原著电影改编版权，另外一千英镑电影利润分红。麦肯德里克和达尼切夫斯基也曾参与剧本创作，此后又有编剧埃尔温·安布罗斯、唐纳德·坎贝尔，以及参演本片的男演员詹姆斯·罗伯逊·贾斯蒂润色。原著小说和电影剧本都根据第二次世界大战期间的真实事件改编，1941年，政治家号货轮（SS Politician）在外赫布里底群岛的埃里斯凱島北岸近海搁浅，该岛和附近南尤伊斯特岛居民得知船上载有2.2万箱威士忌，在船完全沉没前救出七千箱。埃里斯凱島本土卫队队长麦肯齐对岛民举动听之任之，但当地海关官员查尔斯·麦科尔（Charles McColl）和伊凡·格莱德希尔（Ivan Gledhill）突击搜查并逮捕大批拿走威士忌的居民。
与小说相比，电影剧本经过修改和浓缩，删减大量背景，特别是宗教内容全盘删除，小说中新教占优的大托戴岛与天主教主导的小托戴岛融合成托戴岛。麦肯齐对如此改编颇感不耐，感觉删掉宗教鸿沟内容之举可谓“又毁我的书”。
阿拉斯塔尔·西姆（Alastair Sim）不想自家银幕形象总是苏格兰人，谢绝出演约瑟夫·巴克龙的机会。演电影是麦肯齐长期的梦想，“政治家号”在原著小说和电影中更名““内阁大臣号”，他获选扮演邦彻船长。除巴西尔·拉德福德和琼·格林伍德外，片中其他演员都是苏格兰人，巴拉岛许多居民充当群众演员。
英國電影協會月刊《视与听》1950年5月号发文，估计《荒岛酒池》的拍摄预算约为十万英镑一个月后，鲍肯致信出版社投诉“你们估计的成本与实际相差一两千”，信中还称，电影“预算超支幅度前所未有，达六到七成”。罗杰·哈钦森（Roger Hutchinson）取材“政治家号”沉没的著作宣称，本片预算六万英镑。

### 摄制
电影1948年7月在巴拉岛开拍，伊令制片厂80名工作人员抵达现场。公司熟手基本投入其他项目，《荒岛酒池》包括导演在内的大部分剧组人员都是新人。麦肯德里克对剧本很不满意，在原计划开拍当天要求麦肯齐和麦克费尔花两天时间改写。面对一盒雪匣的诱惑，麦肯齐同意把他1943年小说《保持本土卫队运转》（Keep the Home Guard Turning）的部分素材加入剧本。电影早期摄制完成后，麦肯齐没有参与后续制作和营销，据电影史学家科林·麦克阿瑟（Colin McArthur）记载，麦肯齐“对拍摄和营销很不耐烦”。1948年夏，巴拉岛持续遭遇狂风暴雨，原定十周的拍摄周期不得不延长五周，电影超支两万英镑。
岛上教堂大厅改建成临时制片厂，提供基本的隔音功能。几乎所有物品都要从外界送到岛上，许多布景是在伊令制片厂预制后运来，岛民对剧组带来的部分物品颇感摸不着头脑，如拍摄地点本来就到处都是石头，偏偏还要加上假石。岛上受配给制度影响没有威士忌，所以制片厂又不得不送来三箱仿制威士忌酒瓶。电影采用实地摄制，所以必须动用移动制片厂，这对此时的英国制片厂来说还很新鲜。
岛上只有一家小旅店，演员需向岛民借宿，不过这有利于他们模仿当地人口音。剧组相中岛上擅长苏格兰舞蹈的居民，在片中苏格兰传统订婚仪式桥段充当格林伍德的替身演員；非常擅长芭蕾的格林伍德实在无法熟练掌握侶爾舞舞步，片中实际采用岛上居民跳舞的足部镜头。
电影拍摄期间，达尼切夫斯基和麦肯德里克关系紧张并引发分歧，两人对电影道德基调无法达成一致。麦肯德里克认为岛民行径属于抢劫，认可瓦吉特力图阻止、追索赃物的高尚举动；但达尼切夫斯基认可岛民取走威士忌之举。麦肯德里克事后表示：“我开始意识到，《荒岛酒池》中最像苏格兰人的角色是英格兰人瓦吉特”。只有他是信奉加爾文主義的清教徒，其他人都不是苏格兰人，而是爱尔兰人！”
麦肯德里克对本片很不满意，他在演员和剧组成员准备返回伦敦时告诉戈登·杰克逊，电影最后“可能就像讲述岛屿生活的无聊纪录片”。他还在事后表示，《荒岛酒池》的演员和剧组成员都是专业人士，但看起来却像“家庭自制电影，看不出一点儿专业素养”。

### 后期制作
电影粗剪版本基本就是每天拍摄的样片堆积而成，鲍肯很不满意，打算大幅剪短到一小时左右，当成二流制作发行。他把麦肯德里克派到第二摄制组，没有安排导演这类重要职务。负责粗剪的约瑟夫·斯特林（Joseph Sterling）经验不足，公司导演查尔斯·克莱顿（Charles Crichton）在制片厂补拍素材并重剪本片，与麦肯德里克制作的版本接近。克莱顿自称“只是为电影补足信心”，他重剪的版本最后在院线上映。
麦肯德里克对克莱顿版还是不满意，感觉缺乏专业素养。伊令制片厂1948年推出的大制作《深宫残梦》（Saraband for Dead Lovers）和《南极的司考特》（Scott of the Antarctic）票房不佳，公司面临的财政压力很大，鲍肯决定不为《荒岛酒池》投入多少宣传成本。伊令制片厂剪辑师约翰·詹普森（John Jympson）向父亲詹姆森·哈曼（Jympson Harman）推荐本片，哈曼是《新闻晚报》（The Evening News）影评人，电影没有面向影评人试映，但哈曼还是和其他媒体评论员到访制片厂观看本片。所有人事后撰写的评论都给予肯定，鲍肯于是同意注资宣传。
达尼切夫斯基事后表示，本片堪称“世界电影院线史上最长的无偿广告”，专业生产威士忌的蒸馏公司（The Distillers Company）后来在薩伏伊酒店宴请所有参与本片制作人士，并向每人赠送一瓶威士忌。

### 音乐
欧内斯特·欧文（Ernest Irving）为《荒岛酒池》作曲，他曾参与创作伊令制片厂许多电影的配乐。他把苏格兰民间音乐主题融入创作，以苏格兰节奏音乐形式加强主题。音乐学家凯特·道布尼（Kate Daubney）指出，欧文的配乐“似乎在广阔海景中呈现勃勃生机，同时表达社区的焦虑情绪”。片头音乐以英格兰风格铜管乐开场，但很快就变成苏格兰旋律；道布尼认为，音乐在英格兰和苏格兰风格间达成平衡，指代电影情节中的英格兰-苏格兰关系。
从船上搬走威士忌后不久，岛上男子一边饮酒一边合唱民歌庆祝威士忌回归。据麦克阿瑟所述，众人的庆祝和歌唱属于社交活动，威士忌便是快乐的核心。岛民唱的是无义歌曲《稀粥歌》，歌词主要内容就是稀粥。这场戏由职业演员和当地居民共同演出，克莱顿认为最后剪辑的版本里两类演员根本无法区分。
片中的订婚桥段采用苏格兰民间音乐为八人侶爾舞伴奏，音乐史学家罗丝玛丽·寇普（Rosemary Coupe）声称，这里的舞蹈和音乐“生动体现苏格兰精神，意义仅次于‘生命之水’（指威士忌）”。

## 主题
《荒岛酒池》主要讲述马克龙和瓦吉特的冲突，麦克阿瑟认为片中女子均为“外围角色”。电影大部分幽默是取笑瓦吉特，电影史学家马克·杜吉德（Mark Duguid）认为这其中的针对意味甚至有些残忍。文化史学家罗杰·罗林斯（Roger Rawlings）指出，瓦吉特在托戴岛“如同出水之鱼”般无所是从。电影史学家克里斯汀·格拉格蒂（Christine Geraghty）也称，影片讲述“乡间抵抗”，瓦吉特便是岛民对抗的侵略者。对于托戴岛来说，并非所有外来人士都是侵略者，奥德中士便是“观众融入社区的切入点”，他还主动融入岛上生活。电影史学家大卫·马丁-琼斯（David Martin-Jones）声称，本片像其他许多电影一样展示外来者来到苏格兰后“要么斯文扫地，要么焕发青春，也可能两者皆有。
电影和视觉文化学者乔尼·默里（Jonny Murray）认为，片中的苏格兰人物呈现颇具成见，“当地人总是一幅饮酒后还没完全清醒、也不那么守规矩的模样，他们总是轻飘飘的，看起来完全不尊重现代世界的生活习惯。在他看来，片中对苏格兰人的描述就像菜园派文学一样，不是真实的苏格兰形象。电影史学家克莱尔·莫蒂默（Claire Mortimer）认为，片中的外赫布里底群岛非常神奇，仿佛与时间和真实世界脱节。除《荒岛酒池》外，麦肯德里克导演的苏格兰背景伊令喜剧《孤立无援》也是如此，两部电影都描绘“田园般的岛屿社区”，体现神话与现实间的紧张关系。
麦克阿瑟对比《荒岛酒池》和《孤立无援》的著作声称，本片多处下意识地加入漫无边际的苏格兰式种族认同，毕竟苏格兰人、特别是说盖尔语的高地苏格兰人在许多方面都与英格兰人为代表的盎格鲁撒克逊人截然不同。在他看来，受沃尔特·司各特、费利克斯·门德尔松、詹姆斯·麥佛森、埃德温·兰瑟（Edwin Landseer）、哈里·劳德（Harry Lauder）和维多利亚女王影响，针对苏格兰人的上述看法已经深入英国文化。评论家约翰·布朗（John Brown）认为，《荒岛酒池》是由不了解苏格兰社区的人创作，似乎想要“体现某种显著本质”，最后徒劳无功，但整体态度还是认可苏格兰人群体。
道布尼认为，托戴岛居民“对与世隔绝的简单生活很满意，而且竭力反抗外界强加的道德标准，保护原有生活方式”。格拉格蒂也称，电影自始至终传达不言而喻的社会意识，他们打捞威士忌，参与传统订婚仪式；庆典结束后，岛民一得知海关人员赶来便马上联手藏匿威士忌。马丁-琼斯认为，这场戏就像菜园派文学描绘的景像，正是苏格兰在游客或外来者眼中最温馨的魅力所在。
为麦肯德里克立传的菲利普·肯普（Philip Kemp）认为片中还有其他喜剧元素，如“粗糙的不一致感”，还称演员间唇枪舌剑，效果不亚于导演低调克制的幽默，对白“接近超现实风格”。马丁-琼斯认为，电影的表现手法非常灵活，令情节重点变得显而易见。
电影史学家安东尼·奥尔德盖特（Anthony Aldgate）和杰弗里·理查兹（Jeffrey Richards）认为，《荒岛酒池》的情节破坏既定社会秩序来促进社会福祉，属于进步喜剧。两人将片中小社区对抗殖民强权的情节与电影《通往皮姆利科的护照》对比。英国电影协会指出，本片的主体情节是少数英国人为保护现状反抗外来势力，与其他伊令喜剧一样属于“保守但‘温和的无政府主义’白日梦、幻想”。《荒岛酒池》像其他伊令喜剧一样围绕小岛居民团体展开，最后战胜远为强大的对手。电影史学家乔治·佩里（George Perry）对此表示，影片以此体现“顽强的团队精神，个人特点相互融合并灵活应用，最终都为保障团队利益”。与《通往皮姆利科的护照》类似，《荒岛酒池》描绘的“小群体在所有深奥信仰体系中名列前茅，（体系）复杂程度超出英国法律容纳极限”。此外，本片也像其他伊令喜剧一样以反抗权力和法律为核心，反映大英帝国逐渐衰落。

## 发行和反响
《荒岛酒池》1949年6月16日在英国院线上映而且非常卖座。电影在法国发行时更名（词义与英语片名相同），后来成为巴黎迪斯科舞厅的名字。1949年12月，本片在美国上映，该国不允许以酒作为片名，所以电影更名《处境困难的小岛》。《荒岛酒池》在大部分国家和地区所获评级都很宽松，允许所有年龄段观众入场，但丹麦例外，只准成人观看。该国审查员称：“电影明显无视……反走私法……片中把酒精视为正常自我表达的必须品，我们认为这对儿童有害。”
影片上映后获普遍好评。卡罗琳·艾丽丝·勒吉恩（C. A. Lejeune）在《觀察家報》发文，称本片是“法国天才用英国方式拍摄”；《曼彻斯特卫报》刊文称赞本片“融机智与微妙......于一体”；亨利·雷诺（Henry Raynor）在《视与听》杂志发文，盛赞《荒岛酒池》是战后不可多得的英国电影杰作。影评人认为剧本非常优秀，《曼彻斯特卫报》认为编剧麦肯齐和麦克费尔是本片最大功臣。勒吉恩指出，电影情节“以幻想形式体现，这其中既有孩子般的天真，又有永恒的智慧：接受事实核心但歪曲表象，又十分微妙地指向梦幻与幽默”。
影评人称赞演员表演。勒吉恩认为电影无论情境、情节还是人物塑造都很真实，《电影月报》（The Monthly Film Bulletin）刊文称赞演员才华，对岛上每个人物的研究都物有所值，而且主要演员也都“充分把握机遇”。《曼彻斯特卫报》的文章认为拉德福德表现亮眼，人物塑造“异常微妙”，其他演员个个出色，以至不管挑哪几个表扬都显得对其他人不公平。《纽约时报》影评人博斯利·克劳瑟（Bosley Crowther）声称拉德福德和沃森表现最好，其他演员也个个不俗。
电影在美国人气高涨，是伊令制片厂第一部在该国取得票房佳绩的作品，公司许多人对此颇感意外。在克劳瑟看来，“本片魅力的独特之处在于，故事本身和讲述故事的风格完全对立”。《纽约时报》另一篇影评指出：“英国电影人从最令人意想不到的角度再度证明这种奇特诀窍，情境看似与世隔绝，却包含丰富且能吸引大多数人的喜剧色彩”。
《荒岛酒池》、《通往皮姆利科的护照》和《仁心与冠冕》均获英国电影学院奖最佳英国电影提名，但都不敌《黑獄亡魂》（1949年）。

## 影响
麦肯齐为《荒岛酒池》原著写出续作《荒岛导弹》，1957年改编成同名电影。迈克尔·雷尔夫（Michael Relph）导演，达尼切夫斯基编剧，参与前作摄制的许多人员回归。《荒岛酒池》与麦肯德里克执导的苏格兰背景伊令喜剧《孤立无援》一样，对后世的苏格兰背景电影颇具影响，如《威士忌加冰》、《蓬岛仙舞》、《异教徒》（The Wicker Man，1973年）、《地方英雄》和《迷幻列車》（1996年）。作家奥斯兰·克拉姆（Auslan Cramb）指出，这其中大部分影响源自《荒岛酒池》采用的菜园派效应。
《荒岛酒池》摄制同期，伊令制片厂还在制作《通往皮姆利科的护照》和《仁心与冠冕》，三部喜剧在两个多月时间内先后进入英国院线。《牛津国家人物传记大辞典》作者布莱恩·麦克法兰（Brian McFarlane）指出，伊令制片厂没有刻意安排三部电影同期上映，但正是此举打响“伊令喜剧”品牌。杜吉德也称，三部电影让公众永久将“伊令”和“喜剧”联系起来。电影史学家杜古德、李·弗里曼（Lee Freeman）、基思·约翰斯顿（Keith Johnston）和梅兰妮·威廉姆斯（Melanie Williams）都认为，1949和1951年堪称伊令制片厂的颠峰，1951年该公司推出的电影包括《白衣男子》（The Man in the White Suit）和《拉凡德山的暴徒》（The Lavender Hill Mob）。
2009年，《荒岛酒池》改编成舞台剧，肯·亚历山大（Ken Alexander）指导并在皮特洛赫里节日剧院演出。2006年6月，同名重拍片在愛丁堡國際電影節首映，埃迪·伊扎德扮演瓦吉特，格莱格·费什尔（Gregor Fisher）诠释马克龙。《综艺刊登盖伊·洛奇（Guy Lodge）的评论，认为重拍版无伤大雅但也令人过目即忘，“没有什么存在的意义”。不过，凯特·缪尔（Kate Muir）在《泰晤士报》发文，称重拍版“基本保持1949年版的柔和，以及颠覆般的机智”。

### 脚注
1. ↑  McArthur & 2003，第1页
2. 1 2  Sellers & 2015，第146页
3. 1 2 3  Hutchinson & 2007，第135页
4. 1 2  Barr & 1977，第80页
5. ↑  Sellers & 2015，第146–147页
6. ↑  Distilling Whisky Galore!, 8 January 1991，11:15–11:30.
7. ↑  McArthur & 2003，第20页
8. ↑  McArthur & 2003，第26页
9. 1 2 3 4  Duguid 2013.
10. 1 2  Romney & 2011，第42页
11. ↑  "Customs and Excise". Merseyside Maritime Museum.
12. ↑  McArthur & 2003，第16–18页
13. ↑  McArthur & 2003，第16页
14. ↑  McArthur & 2003，第34页
15. ↑  "The Front Page". Sight & Sound.
16. 1 2  Clark 2021.
17. ↑  "Whisky Galore". Sight & Sound.
18. 1 2  McArthur & 2003，第24页
19. 1 2  Sellers & 2015，第149页
20. ↑  Distilling Whisky Galore!, 8 January 1991，14:30–14:55.
21. 1 2  McArthur & 2003，第15页
22. ↑  Sellers & 2015，第147页
23. ↑  Distilling Whisky Galore!, 8 January 1991，13:35–13:45, 21:50–21:57.
24. ↑  Hutchinson & 2007，第140页
25. ↑  Honri & 1967，第1121页
26. ↑  Distilling Whisky Galore!, 8 January 1991，17:50–18:10, 21:35–21:45.
27. ↑  McArthur & 2003，第27页
28. ↑  Hutchinson & 2007，第141页
29. 1 2  Sellers & 2015，第150页
30. ↑  McArthur & 2003，第27–28页
31. ↑  Sellers & 2015，第182–183页
32. ↑  McArthur & 2003，第24, 27–28页
33. ↑  Distilling Whisky Galore!, 8 January 1991，41:40–41:50.
34. ↑  Distilling Whisky Galore!, 8 January 1991，41:50–42:00.
35. ↑  McArthur & 2003，第28页
36. ↑  Sellers & 2015，第150–151页
37. ↑  Sellers & 2015，第151–152页
38. ↑  Duguid等，第107页
39. ↑  McArthur & 2003，第35页
40. ↑  Daubney & 2006，第62页
41. ↑  Daubney & 2006，第63页
42. ↑  McArthur & 2003，第47页
43. ↑  Bell & 2019，第1966页
44. ↑  Distilling Whisky Galore!, 8 January 1991，42:00–42:20.
45. ↑  Coupe & 2010，第716页
46. ↑  McArthur & 2003，第11页
47. ↑  Rawlings & 2017，第73页
48. ↑  Geraghty & 2002，第39–40页
49. ↑  Geraghty & 2002，第46页
50. ↑  Geraghty & 2002，第46–47页
51. 1 2  Martin-Jones & 2010，第46–47页
52. 1 2 3 4  Cramb & 2016，第5页
53. ↑  Mortimer & 2015，第413页
54. ↑  Mortimer & 2015，第411页
55. ↑  McArthur & 2003，第8页
56. ↑  McArthur & 2003，第12页
57. ↑  Brown & 1983，第41页
58. ↑  Daubney & 2006，第61页
59. ↑  Geraghty & 2002，第44页
60. ↑  Martin-Jones & 2010，第163页
61. ↑  Kemp & 1991，第27页
62. ↑  Kemp & 1991，第30页
63. ↑  Kemp & 1991，第31页
64. ↑  Martin-Jones & 2010，第29页
65. ↑  Aldgate，Richards & 1999，第155页
66. ↑  Aldgate，Richards & 1999，第157–158页
67. ↑  Duguid等，第137页
68. ↑  Perry & 1981，第111页
69. 1 2  Rawlings & 2017，第74页
70. 1 2 3  McArthur & 2003，第81页
71. ↑  Sellers & 2015，第51页
72. ↑  Doggett & 2016，第353页
73. ↑  Fidler & 1949，第12页
74. 1 2  Sellers & 2015，第151页
75. 1 2 3  Lejeune & 1949，第6页
76. 1 2 3  "New Films in London". The Manchester Guardian
77. ↑  Raynor & 1950，第68页
78. ↑  "Whisky Galore (1948)". The Monthly Film Bulletin
79. 1 2  Crowther & 1950，第1页
80. ↑  T. M. P. & 1949，第33页
81. ↑  "Film: British Film in 1950". British Film Institute.
82. ↑  McArthur & 2003，第100页
83. ↑  Rockets Galore (1958)". British Film Institute.
84. ↑  Romney 2011，第42頁; Cramb 2016，第5頁; Mortimer 2015，第413頁.
85. ↑  Duguid等，第225页
86. ↑  McFarlane 2005.
87. ↑  Duguid等，第9页
88. ↑  "Stage Design; Going off-screen". Design Week.
89. ↑  Macnab & 2016，第41页
90. ↑  Lodge 2017.
91. ↑  Muir 2017.

### 书籍
- Aldgate, Anthony; Richards, Jeffrey. . London: I.B.Tauris. 1999  [2021-01-05]. ISBN 978-1-86064-288-3. （原始内容存档于2021-04-14）.
- Barr, Charles. . Newton Abbot, Devon: David & Charles Publishers. 1977  [2021-01-05]. ISBN 978-0-7153-7420-7.
- Bell, Emily A. . Sturman, Janet  (编). . Thousand Oaks, CA: SAGE Publications. 2019: 1961–1968  [2021-01-05]. ISBN 978-1-5063-5338-8. doi:10.4135/9781483317731.n650. （原始内容存档于2021-04-14）.
- Daubney, Kate. . Mera, Miguel; Burnand, David  (编). . Aldershot, Hampshire: Ashgate Publishing. 2006: 60–72  [2021-01-05]. ISBN 978-0-7546-3659-5. （原始内容存档于2022-03-11）.
- Doggett, Peter. . London: Random House. 2016. ISBN 978-0-09-957519-1.
- Duguid, Mark; Freeman, Lee; Johnston, Keith M.; Williams, Melanie. . London: Palgrave Macmillan. 2012. ISBN 978-1-84457-510-7.
- Geraghty, Christine. . London: Routledge. 2002  [2021-01-05]. ISBN 978-1-134-69464-8. （原始内容存档于2021-04-14）.
- Hutchinson, Roger. . Edinburgh: Mainstream Publishing. 2007. ISBN 978-1-8401-8071-8.
- Kemp, Philip. . London: Methuen. 1991. ISBN 978-0-4136-4980-5.
- Martin-Jones, David. . Edinburgh: Edinburgh University Press. 2010  [2021-01-05]. ISBN 978-0-7486-8654-4. （原始内容存档于2021-04-14）.
- McArthur, Colin. . London: I.B.Tauris. 2003  [2021-01-05]. ISBN 978-1-86064-633-1. （原始内容存档于2021-04-14）.
- Mortimer, Claire. . Horton, Andrew; Rapf, Joanna E.  (编). . Chichester, West Sussex: John Wiley & Sons. 2015: 409–431  [2021-01-05]. ISBN 978-1-1191-6955-0. （原始内容存档于2021-04-14）.
- Perry, George. . London: Pavilion Books. 1981. ISBN 978-0-907516-60-6.
- Rawlings, Roger. . Albany, NY: SUNY Press. 2017  [2021-01-05]. ISBN 978-1-4384-6733-7. （原始内容存档于2021-04-14）.
- Sellers, Robert. . London: Aurum Press. 2015. ISBN 978-1-78131-397-8.

### 报刊杂志
- Brown, John. . Sight & Sound. Winter 1983, 53 (1): 40–46.
- Coupe, Rosemary. . Folk Music Journal. 2010, 9 (5): 693–722. ISSN 0531-9684. JSTOR 25654208.
- . Sight & Sound. 1950-05, 19 (3): 103–104.
- Honri, Baynham. . Journal of the SMPTE. 1967-11, 76 (11): 1116–1121. ISSN 0361-4573. doi:10.5594/J13675.
- McFarlane, Brian. .  線上版. 牛津大學出版社. 2005-09-22. doi:10.1093/ref:odnb/93789. 需要订阅或英国公共图书馆会员资格
- Raynor, Henry. . Sight & Sound. 1950-04, 19 (2): 68.
- . Design Week. 2009-08-06: 14.
- . Sight & Sound. 1950-06, 19 (4): 182.
- . The Monthly Film Bulletin: 117.
- Cramb, Auslan. . The Daily Telegraph. 2016-12-28: 5.
- Crowther, Bosley. . The New York Times. 1950-01-15: 1.
- Fidler, Jimmie. . The Joplin Globe. 1949-11-23: 12.
- Lejeune, C. A. . The Observer. 1949-06-19: 6.
- Macnab, Geoffrey. . The Independent. 2016-07-05: 41.
- Muir, Kate. . The Times. 2017-05-05  [2021-01-05]. （原始内容存档于2020-08-07）.
- . The Manchester Guardian. 1949-06-18: 5.
- Romney, Jonathan. . The Independent on Sunday. 2011-07-24: 42  [2021-01-05]. （原始内容存档于2021-04-14）.
- T. M. P. . The New York Times. 1949-12-26: 33  [2021-01-05]. （原始内容存档于2020-10-06）.

### 网站和电视
- Clark, Gregory. . MeasuringWorth. 2021  [2021-01-05]. （原始内容存档于2021-04-30）.
- . Merseyside Maritime Museum.   [2021-01-05]. （原始内容存档于2019-08-01）.
- Duguid, Mark. . Screenonline. British Film Institute. 2013  [2021-01-05]. （原始内容存档于2020-01-27）.
- . British Film Institute.   [2021-01-05]. （原始内容存档于2020-08-03）.
- Lodge, Guy. . Variety. 2017-05-12  [2021-01-05]. （原始内容存档于2020-08-09）.
- . British Film Institute.   [2021-01-05]. （原始内容存档于2020-10-29）.
- Cooper, Derek.  (Television production). Channel 4. 1991-01-08.